# Szent Bertalan-templom (Logroño)
A Szent Bertalan-templom (spanyolul: Iglesia de San Bartolomé) a spanyolországi Logroño egyik középkori műemléke. A városban ma is álló templomok közül ez a legrégebbi.

## Története
Építése valószínűleg a 12. század második felében kezdődött: ebből a korból származhat a tipikusan romanikus alaprajz és a torony egy része, míg a 13. században épülhettek a falak, a hozzájuk kapcsolt oszlopok és a boltozat egyszerű bordázatai. A 16. században jelentősen átépítették, a hajókat csillagboltozatal fedték, valamint újabb oszlopokat és egy szentélyrekesztőt építettek.
A látványos gótikus kapu a 13. század utolsó harmadából és a 14. század elejéről származik. A torony korábban a várost övező fal részét képezte. Négy szintje közül az első kettő középkori, míg a két fölső 16. századi, téglából készült, mudéjar stílusú. A templomhoz a déli oldalon egykor egy kerengő is tartozott, amelyet temetkezési helyül is használtak, de ennek ma már nyomai sem látszanak, és azt sem lehet tudni, hogyan nézett ki egykor.
Az 1823-ig tartó hároméves liberális korszak alatt, amikor elnyomták a vallásgyakorlást, a templom is elhagyatottá vált. A következő időszakokban használták ideiglenes kórháznak, bútorgyártó műhelynek, távírdahelyiségnek és szénraktárnak is, majd felvetődtek olyan ötletek, hogy múzeummá kellene alakítani, vagy akár le is kellene bontani. Végül 1899-ben a jezsuiták szerezték meg, akiknek köszönhetően megmenekült a pusztulástól. Később lebontották a tőle keletre levő építményeket, amelyek eltakarták a szentélyt.

## Leírás
A templom Logroño belvárosában, a Szent Bertalan tér északi oldalán áll, az Ebro folyótól mintegy 200 méterre délre. Az épület háromhajós, a hajókat nyolcszögletű oszlopok választják el egymástól. A középső szentély félkörívvel, az oldalsók egyenesen záródnak. Szentélyrekesztővel és mellékkápolnával is rendelkezik.
Belsejében feltűnő, hogy a kőfalak nagyrészt fedetlenül állnak: az átépítések és az átélt viszontagságok miatt ugyanis eltűntek az azokat díszítő alkotások, többek között a fő retabló is. A középső szentély boltozatán romanikus festmények maradványai még megfigyelhetők. A mellékkápolnában (Márquez-kápolna) két 14. századi síremlék található, de azt máig nem lehet tudni, kik nyugszanak bennük. Mindkettő egy-egy oroszlánszobron nyugvó szarkofág, amelyek tetején egy-egy lovag szobra fekszik korabeli ruhában. A 20. századtól kezdve Los Almendrones-nek hívják őket.
Az épület leglátványosabb része a nyugati oldalon található csúcsíves bélletes kapu. Az ajtó melletti falrészeken vékony oszlopocskák sora között Szent Bertalan életéből való jeleneteket ábrázoló szobrok sorakoznak, az ajtó fölött pedig a végítélet szokatlan ábrázolása látható: ezen ugyanis Jézus nem ülve jelenik meg, hanem állva, amint feltartja sebzett kezeit. Mellette Szűz Mária és János apostol, valamint angyalok jelennek meg. A végítélet ábrázolása alatt, a szemöldökfa helyén a tizenkét apostol kis szobra sorakozik.

## Képek

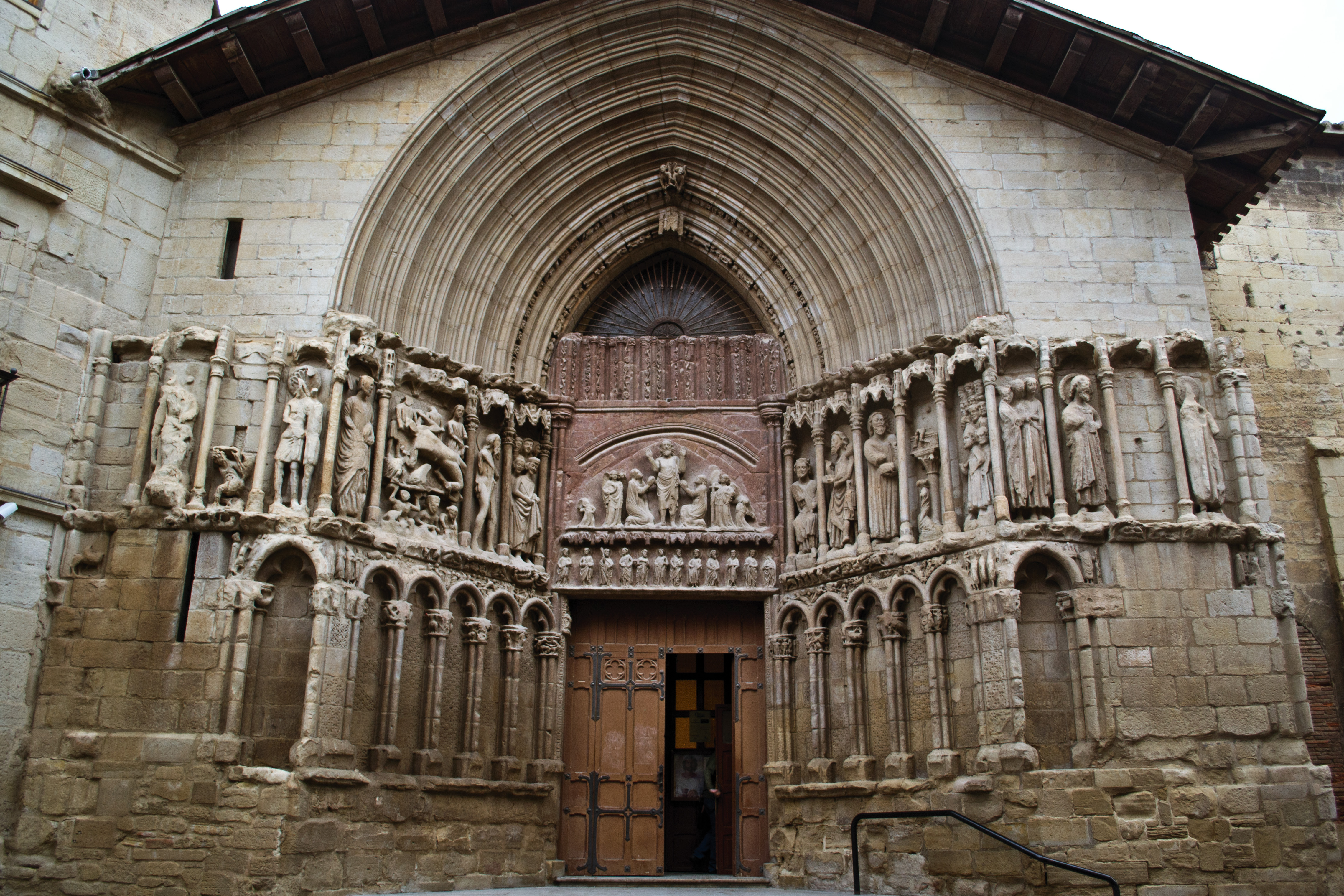
A bélletes kapu
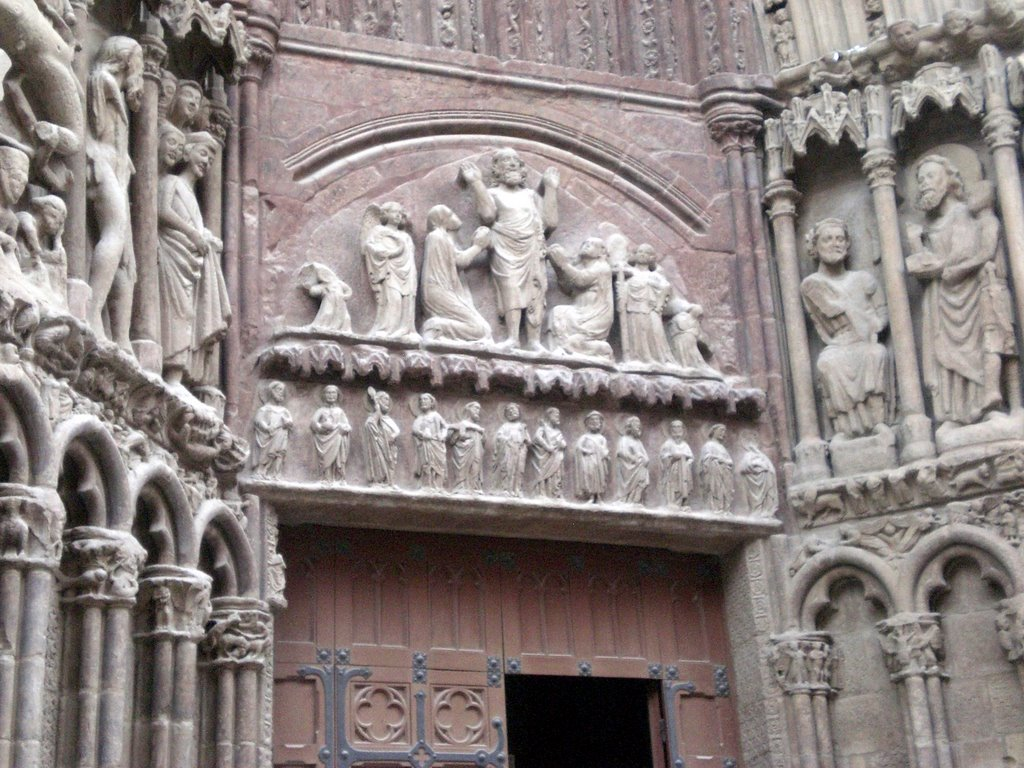
Részlet a kapu körüli szobrokból
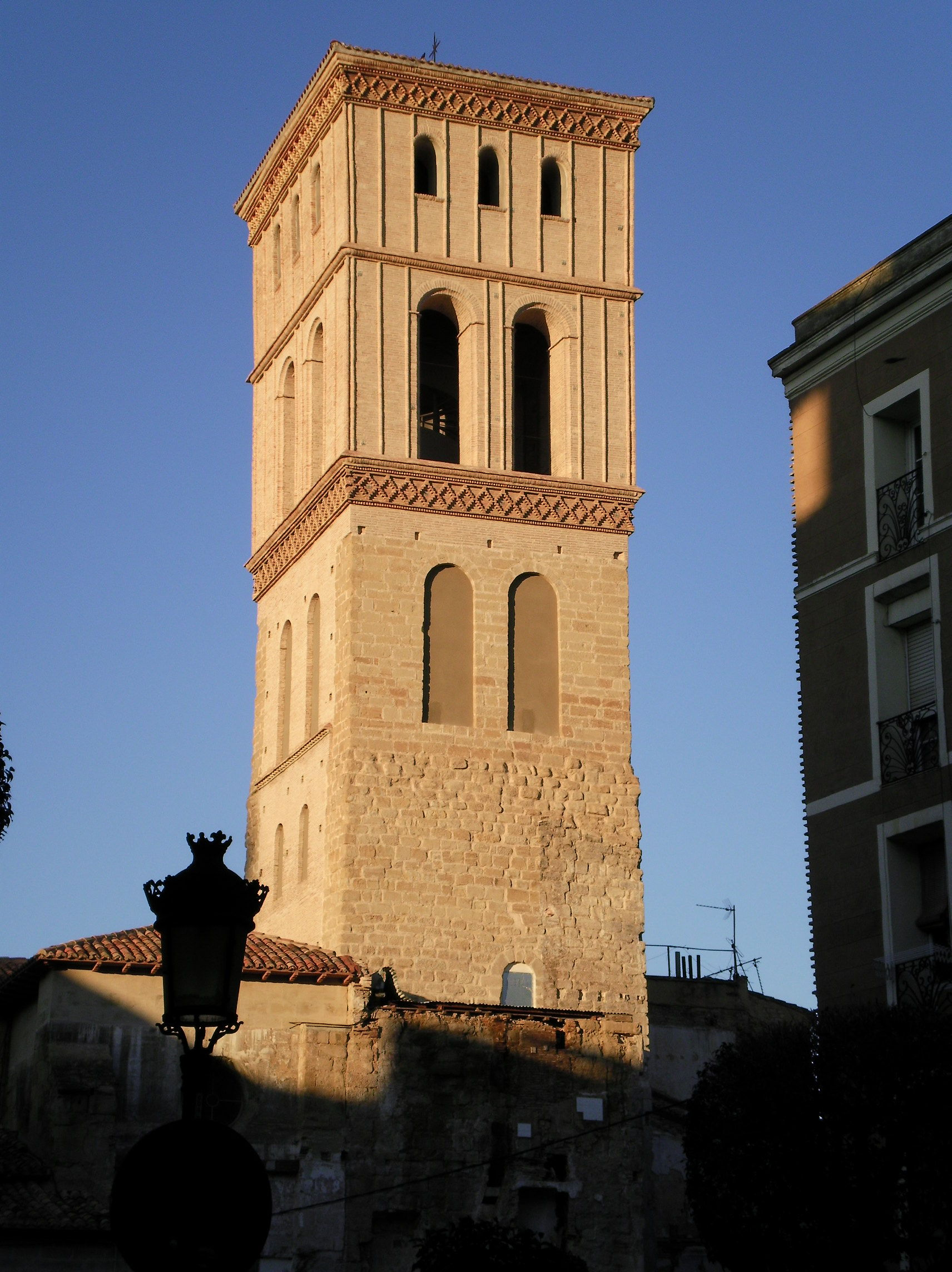
A torony
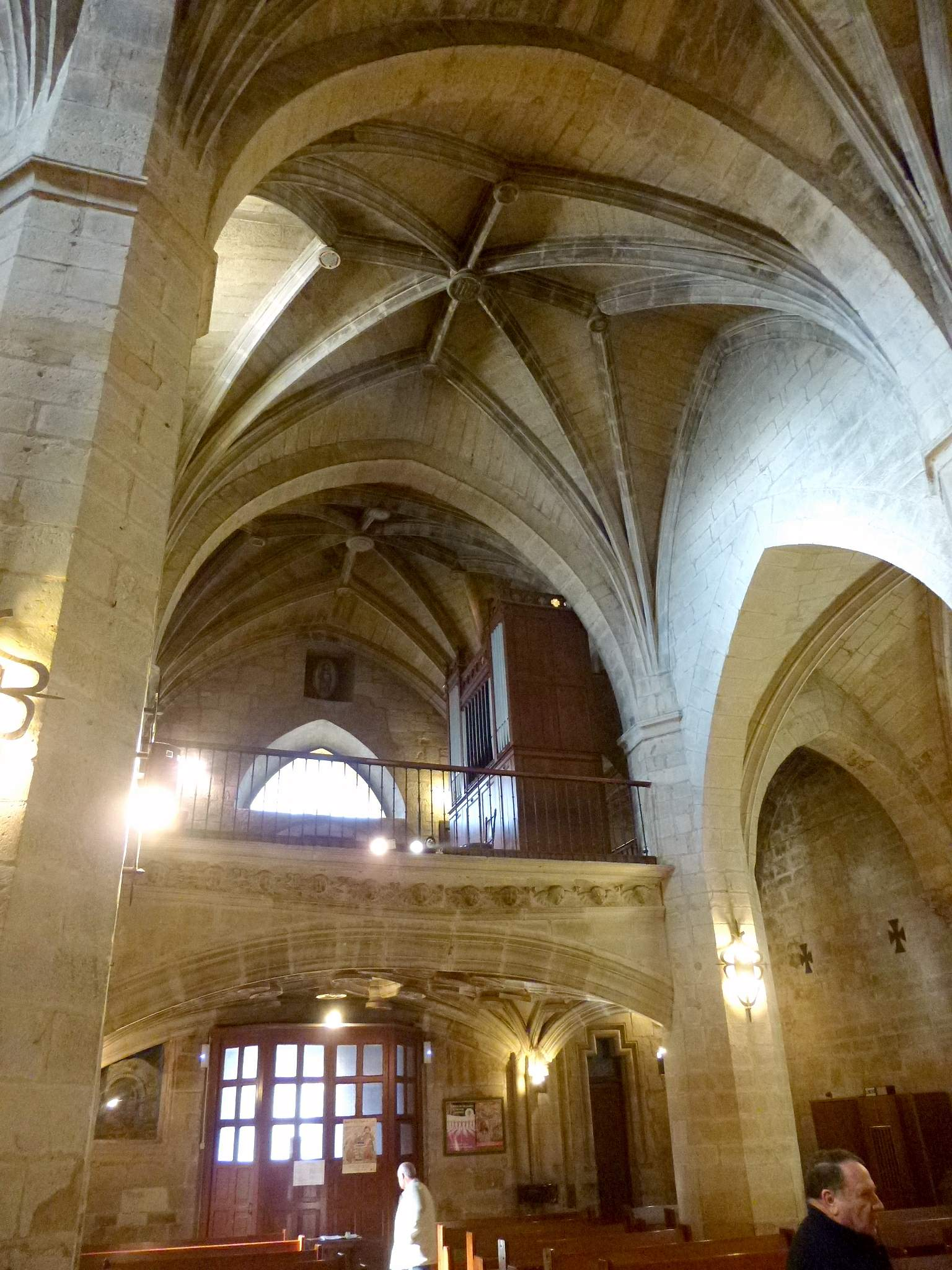
Belső kép